# Bursera heteresthes
Bursera heteresthes es una planta que pertenece a la familia Burseraceae, algunos de sus nombres comunes son: copal, copal blanco, copal negro, copal prieto, palo de copal (Rep. Méx.) y Chacaj (Guat.). La distribución geográfica conocida de esta especie va desde el sur de Jalisco hasta el este de Guatemala, forma tres áreas separadas.

## Clasificación y descripción
Es un árbol dioico, de 12 (17.5) m de alto, aromático, el tronco puede medir hasta de 50 cm de diámetro. La corteza externa es de color gris no exfoliante. Las ramas y ramillas rojizo-negruzcas, glabras.
Las hojas son compuestas alternas, mayormente agrupadas en los ápices de ramillas cortas; catafilos caedizos, oblongos o lineares, de 0.5 a 2.5 cm de largo y de 1 a 5 mm de ancho, agudos a redondeados en el ápice, de color café, casi glabros a densamente pubérulosos por fuera, generalmente densamente pubérulos por dentro y con frecuencia cubiertos con escasas a numerosas glándulas sésiles o muy cortamente estipitadas; pecíolo hasta de 7 cm de largo y de menos de 1 mm de ancho, a veces totalmente glabro, o puberulento con los pelos concentrados en el extremo distal y/o agrupados en líneas longitudinales; trifoliadas, rara vez con 5 foliolos y el raquis es anchamente alado de hasta 3.5 mm de ancho y por lo general dentado; peciólulos generalmente ausentes, en otros casos hasta de 2 mm de largo. Los foliolos ovados a romboides, elípticos, obovados, oblongos o suborbiculares, de 2.5 a 8 (12) cm de largo y de 1.5 a 5 (6) cm de ancho, acuminados a redondeados en el ápice, largamente cuneados a redondeados en la base, fina o toscamente crenados a serrados o dentados hasta cerca de la base en el margen, de textura membranácea a cartácea con el tiempo, verde oscuro en el haz más pálidos en el envés, en la juventud densamente velutinos y suaves al tacto en ambas caras, con la edad tornándose puberulentos con pelos erectos a lo largo de las nervaduras.
Permanece sin follaje entre noviembre y mayo. Presenta inflorescencia en forma de racimo o panícula más o menos piramidal y laxa, hasta de 10 cm de largo, sus ejes café-rojizos oscuros, por lo general provistos de pelos cortos glandulares y rara vez también pubescencia eglandular; pedicelos capilares hasta de 1.5 cm de largo; brácteas subuladas a lineares, hasta de 4 mm de largo, puberulentas y con algo de pubescencia glandular. 
Las flores masculinas tetrámeras; cáliz con 4 dientes o lóbulos triangulares a subulados, de 0.2 a 0.6 mm de largo, hispídulo-ciliados a menudo también con pelos similares en el dorso; pétalos 4, oblongos a espatulados, frecuentemente con forma de capucha, de 2.5 a 4.5 mm de largo, color crema, hispídulo-pubérulos por fuera, con los pelos a menudo concentrados a lo largo de la línea media, estambres 8; filamentos de 1 a 1.5 mm de largo, glabros; anteras oblongas, de ca. 1 mm de largo; gineceo vestigial. Las flores femeninas semejantes a las masculinas, por lo común más pequeñas; estaminodios 8; anteras de 0.5 a 0.7 mm de largo; ovario bilocular, glabro; estilo corto; estigmas 2. Florece en junio y julio. 
Los frutos son bivalvados, ovoides a obovoides, de 6 a 10 mm de largo y de 4 a 7 mm de diámetro, glabro, rojizo en la madurez; semilla hueso elipsoide a suborbicular, algo aplanado, de 3 a 4 mm de largo, rodeado en su mitad inferior por un pseudoarilo rojo a anaranjado, la porción expuesta de color negro.

## Distribución y ambiente
La distribución en México es desde el sur de Jalisco hasta occidente de Guerrero y la comarca adyacente del estado de México; porción meridional del Istmo de Tehuantepec, hasta la mitad oriental de la costa de Oaxaca, hacia Chiapas en la Depresión Central. Oriente de Guatemala. Distribución altitudinal es casi el nivel del mar hasta los 1250 m.

## Usos
La resina se emplea como incienso, la madera para la elaboración de utensilios domésticos y de monturas de caballo. También se usa como leña para hornear ladrillos y tejas.